# 阿瓦 (伊利諾伊州)
阿瓦（英語：Ava）是一個位於美國伊利諾伊州傑克遜縣的城市。

## 地理
阿瓦的座標為37°53′22″N 89°29′47″W / 37.88944°N 89.49639°W，而該地的平均海拔高度為184米（即604英尺）。

## 人口
根據2010年美國人口普查的數據，阿瓦的面積為2.76平方千米，當中陸地面積為2.74平方千米，而水域面積為0.02平方千米。當地共有人口654人，而人口密度為每平方千米236.96人。